# Liste der Monuments historiques in Villemoiron-en-Othe
Die Liste der Monuments historiques in Villemoiron-en-Othe führt die Monuments historiques in der französischen Gemeinde Villemoiron-en-Othe auf.

## Liste der Objekte
| Bezeichnung                | Beschreibung                          | Standort                                       | Kennzeichnung | Schutzstatus | Datum | Bild |
| -------------------------- | ------------------------------------- | ---------------------------------------------- | ------------- | ------------ | ----- | ---- |
| Gemälde Heiliger Sebastian | Ölfarbe auf Leinwand, 1829 von Arnaud | in der Kirche St-Sébastien-et-Ste-Croix (Lage) | PM10002901    | Classé       | 1982  |      |
| Kruzifix                   | Holz, 18. Jahrhundert                 | in der Kirche St-Sébastien-et-Ste-Croix (Lage) | PM10004034    | Inscrit      | 1981  |      |
| Kirchenfenster             | aus dem 16. Jahrhundert               | in der Kirche St-Sébastien-et-Ste-Croix (Lage) | PM10002900    | Classé       | 1908  |      |